# マリア・ニコラエヴナ (ロイヒテンベルク公妃)
マリア・ニコラエヴナ（ロシア語: Мария Николаевна, ラテン文字転写: Maria Nikolayevna, 1819年8月18日 - 1876年2月21日）は、ロシア大公女でロイヒテンベルク公マクシミリアン・ド・ボアルネの夫人。ロシア皇帝ニコライ1世の長女、母は皇后アレクサンドラ・フョードロヴナ。ペテルブルクにあった帝立芸術アカデミーの総裁だった。

## 生涯
皇帝夫妻の第2子として、パヴロフスク宮殿で生まれた。1837年、マリアはロシアを訪れていたマクシミリアンと出会い、恋に落ちた。ウジェーヌ・ド・ボアルネの跡継ぎでフランスのジョゼフィーヌ皇后の孫にあたるマクシミリアンには、バイエルン王家の分家としての称号しかなく、ロシア皇女の相手にはとても釣り合わないと思われていた。加えて彼は正教徒ではなくカトリック教徒で、彼の家族と特に母親アウグステはこの結婚に反対した。ましてや、ナポレオンの縁者はロシアではいまだ敵であった。ニコライ1世は、娘をロシアから外国へ嫁がせることは良くないと判断した。ロイヒテンベルク公は支配する国すら持たない状態であったから、サンクトペテルブルクに住居をかまえさせるのは容易だと判断された。
1839年7月、マリアは晴れてマクシミリアンと結婚した。マクシミリアンには、皇帝からロシア皇族の称号が与えられた。夫婦はロシアに住み、7人の子供たちをロシア宮廷の中で育てた。1845年から、夫妻はマリインスキー宮殿（マリアの名にちなむ）に住まいを移した。マリアは夫とともに芸術を後援し、マクシミリアンは芸術アカデミーの総裁となった。1852年にマクシミリアンが死去すると、マリアが替わって総裁となった。
1854年、マリアはグリゴリー・ストロガノフ伯爵と2度目の結婚をした。明らかな貴賤結婚であったため、父ニコライ1世の存命中は秘密にされていた。ニコライの死後の1856年になるまで、公式に結婚を発表できなかった。マリアの妹オリガは、「マリアは兄弟姉妹の中で最も才能があったが、義務感というものが欠けている。」と記した。
1862年、マリアは先夫の親族ジェローム・ボナパルトが所有するフィレンツェの私邸に居を構え、画家・美術品収集家カール・リファールをアドバイザーに任命した。彼らは毎日のように美術館、私蔵品のある邸宅、古美術品売買者のもとを訪問した。マリアは、イタリアで熱心に絵画・彫刻・家具を買い求め、借家を完全に一新させたのだった。1876年にマリアが死去すると、膨大なコレクションは、当時生存していた子供たちに分配された。1884年、息子のロイヒテンベルク公ニコラスは母のコレクションを公開した。1913年には、別のコレクションがエルミタージュ美術館でマリア皇女の遺産として公開された。ロシア革命をへて、コレクションは各地に離散し、現在、モスクワ・サンクトペテルブルク・ウィーン、そしてアメリカ合衆国で見ることができる。

## 子女
最初の夫マクシミリアンとの間に7子をもうけた。
- アレクサンドラ（1840年 - 1843年）
- マリア（1841年 - 1914年） - バーデン大公子ヴィルヘルムと結婚。最後のドイツ帝国宰相マクシミリアン・フォン・バーデンの母親。
- ニコライ（1843年 - 1891年） - 第4代ロイヒテンベルク公。
- エヴゲニヤ（1845年 - 1925年） - オルデンブルク公アレクサンドルと結婚。
- エヴゲニー（1847年 - 1901年） - 第5代ロイヒテンベルク公。
- セルゲイ（1849年 - 1877年） - 露土戦争で戦死。
- ゲオルギー（1852年 - 1912年） - 第6代ロイヒテンベルク公。

再婚相手グリゴリー・ストロガノフ伯爵との間に2子をもうけた。
- グリゴリー（1857年）
- エレナ（1861年 - 1908年） - グレゴリー・ミラシェヴィチと結婚。